# Armin Schenk
Armin Schenk (* 1961 in Wolfen) ist ein deutscher Kommunalpolitiker (CDU). Er ist seit dem 6. März 2017 Oberbürgermeister von Bitterfeld-Wolfen.

## Werdegang
Armin Schenk beendete seine Schullaufbahn im Jahr 1979 mit dem Abitur. Danach leistete er bis 1981 seinen Grundwehrdienst bei der Nationalen Volksarmee ab. Er arbeitete in der Filmfabrik Wolfen und absolvierte zeitgleich an einer Abendschule eine Lehre zum Elektromonteur. Von September 1983 bis August 1987 absolvierte er an der Technischen Hochschule Leipzig ein Studium, das er als Elektroingenieur abschloss. Er arbeitete daraufhin als Instandhaltungsingenieur wieder in der Wolfener Filmfabrik. 
Ab 1991 war Schenk in der Entwicklungs-und-Wirtschaftsförderungsgesellschaft Bitterfeld mbH tätig. Ab 2004 war er dort Prokurist und von April 2006 bis Februar 2017 dessen Geschäftsführer.
Schenk ist verheiratet, hat zwei Kinder und lebt im Bitterfeld-Wolfener Stadtteil Thalheim. Er ist evangelisch.

## Kommunalpolitik
Von 1994 bis 2007 war Schenk Mitglied im Gemeinderat von Thalheim. Ab 2002 war er Schatzmeister und von 2013 bis 2015 der Vorsitzende des Ortsverbandes. Schenk ist seit 1998 Mitglied der CDU.
Ab 2007 war er Mitglied im Stadtrat von Bitterfeld-Wolfen. Er war für den Mitglied des Bau-und-Vergabeausschusses und bis 2017 Aufsichtsratsvorsitzender der Stadtentwicklungsgesellschaft Bitterfeld-Wolfen mbH.
Im Jahr 2016 wurde Schenk vom CDU-Stadtverband zum Kandidat für die anstehende Oberbürgermeisterwahl nominiert. Bei der Stichwahl am 6. November 2016 konnte sich Schenk dann mit 57,91 % der Stimmen gegen Eckbert Flämig (parteilos) durchsetzen. Seine Amtszeit als Oberbürgermeister für eine Dauer von sechs Jahren begann am 6. März 2017.
Im Mai 2023 kündigte Schenk an, für eine zweite Amtszeit als Oberbürgermeister zu kandidieren. Er erreichte dabei im ersten Wahlgang am 24. September 2023 insgesamt 29,14 % der Stimmen. Da keiner der angetretenen Kandidaten damit eine Mehrheit erreichte, musste sich Schenk am 8. Oktober 2023 einer Stichwahl stellen. Er trat dabei gegen den AfD-Kandidaten Henning Dornack an, welcher auf 33,76 % der Stimmen kam. Schenk gewann die Stichwahl mit 53,82 % der Stimmen und blieb damit im Amt.